# 阿布拉莫夫卡河
阿布拉莫夫卡河（俄语：Река Абрамовка），前称岔河子（俄语：Река Чихеза），原名尼雅林河（满语：Niyalin Bira），是滨海边疆区的河流，源起普里卢基村西北，流经102公里，在兴凯平原注入伊利斯塔亚河。流域面积1610平方公里，平均宽10米，最宽达42米，落差75.4米。支流有科兹洛夫卡河、奥霍琴卡河、利波夫察河和奥西诺夫卡河。河畔的定居点有普里奥焦尔诺耶、新扎特科沃、阿布拉莫夫卡、帕夫洛夫卡和迁移村。1972年更为现名。

## 引用
1. ↑   (地图). 1882–1889.
2. ↑  . primpogoda.ru.   [2019-07-28]. （原始内容存档于2023-07-17） （俄语）.
3. ↑  С. Д. Шабалина. . 1966: 487 （俄语）.
4. ↑  А. П. Муранова. . 1970: 592 （俄语）.
5. ↑  . Verumwiki.   [2024-01-01]. （原始内容存档于2024-01-01） （俄语）.